# Maserati Tipo 26 B
La Tipo 26 B è una autovettura biposto da competizione costruita dalla Maserati dal 1927 al 1930.

## Il contesto
In seguito alle modifiche regolamentari della Formula Grand Prix entrate in vigore al termine del 1926, la Tipo 26 primigenia venne rivista per quanto riguarda la cilindrata del motore, aumentata da 1,5 a 2 l, pur mantenendone inalterata l'architettura.
La linea della Tipo 26 B fu rivista rispetto all'antenata, la Tipo 26. Ora aveva una radiatore inclinato e delle prese d'aria sul cofano opera di artigiani, tra cui Medardo Fantuzzi.
Il debutto nelle corse fu il 24 aprile 1927 alla Targa Florio. Un esemplare del 1929 arrivò dodicesimo alla 500 Miglia di Indianapolis del 1930 con alla guida Letterio Cucinotta. Un esemplare datato 1929 è di proprietà del Museo dell'automobile Carlo Biscaretti di Torino e risulta la Maserati da corsa più antica ancora esistente. È stato esposto anche in altre manifestazioni come quella al Museo di Romano d'Ezzelino.
Dalla Tipo 26 B derivarono anche la Tipo 26 R del 1928, con cilindrata ridotta a 1,7 l e la Maserati V4 che utilizzava due propulsori della 26 B affiancati tra loro.
Come nel caso della Tipo 26, esistono discrepanze sul numero totale di esemplari costruiti, variabili tra 6 e 7, presumibilmente in base al fatto se venga conteggiato il solo propulsore, registrato al numero 40, fornito in sostituzione di quello montato sull'esemplare n. 36

## La Tipo 26 B MM

Una Tipo 26 B MM

Questo modello fu sottoposto alle stesse modifiche applicate alla Tipo 26 quando la Casa automobilistica per essere utilizzata nelle corse su strada di lunga distanza, nacque così la Tipo 26 B MM.
La Tipo 26 B MM partecipò a due edizioni della Mille Miglia, nel 1928 e nel 1929; il primo anno, al suo debutto (31 marzo 1928), i due piloti erano Aymo Maggi ed Ernesto Maserati, e la gara si concluse con un ritiro della vettura. Anche nel secondo anno il modello si ritirò, questa volta a 700 Km dalla partenza e con alla guida Baconin Borzacchini ed Ernesto Maserati.
Del modello sono stati realizzati quattro esemplari e tra i proprietari vengono annoverati il Duca di Spoleto, oltre che i gentleman-driver Diego de Sterlich e Giuseppe Furmanik.

## Dati tecnici
Il motore della Tipo 26 da 1492,9 cm³ di cilindrata fu incrementato a 1980,5 cm³, aumentando l'alesaggio e la corsa rispettivamente di 2 e 16 mm. Questi ultimi erano ora di 62 e 82 mm. Era un otto cilindri in linea.
Una lega speciale per il monoblocco fu usata in sostituzione della ghisa. L'alimentazione era forzata con compressore Roots e con due carburatori Memini, sostituiti nel 1929 da carburatori Weber installati a monte del compressore stesso. L'accensione era singola con magnete Bosch o Scintilla. La distribuzione  era con due valvole per cilindro a 90°, con doppio albero a camme in testa. Il rapporto di compressione era di 5,6:1.
La potenza erogata era di 155 CV a 5300 giri al minuto. La velocità massima era compresa tra i 180 ed i 210 km/h.
Il cambio era a quattro rapporti e la carrozzeria era in alluminio. I freni erano a tamburo sulle ruote a comando meccanico, mentre le sospensioni erano a balestre e ad ammortizzatori a frizione. Lo sterzo era a vite senza fine.
Dal 1928 il telaio, formato da due longheroni con traverse in profilati in acciaio, fu alleggerito ed il passo fu ridotto di 70 mm, da 2650 a 2580 mm.